# Opsterland
Opsterland  (phát âmⓘ) là một độ thị ở tỉnh Friesland, Hà Lan. Đô thị này có diện tích đất 225,07 ki-lô-mét vuông, dân số đầu năm 2007 là 29.585 người.

## Các trung tâm dân số
Bakkeveen, Beetsterzwaag, Frieschepalen, Gorredijk, Hemrik, Jonkerslân, Langezwaag, Lippenhuizen, Luxwoude, Nij Beets, Olterterp, Siegerswoude, Terwispel, Tijnje, Ureterp, Wijnjewoude.

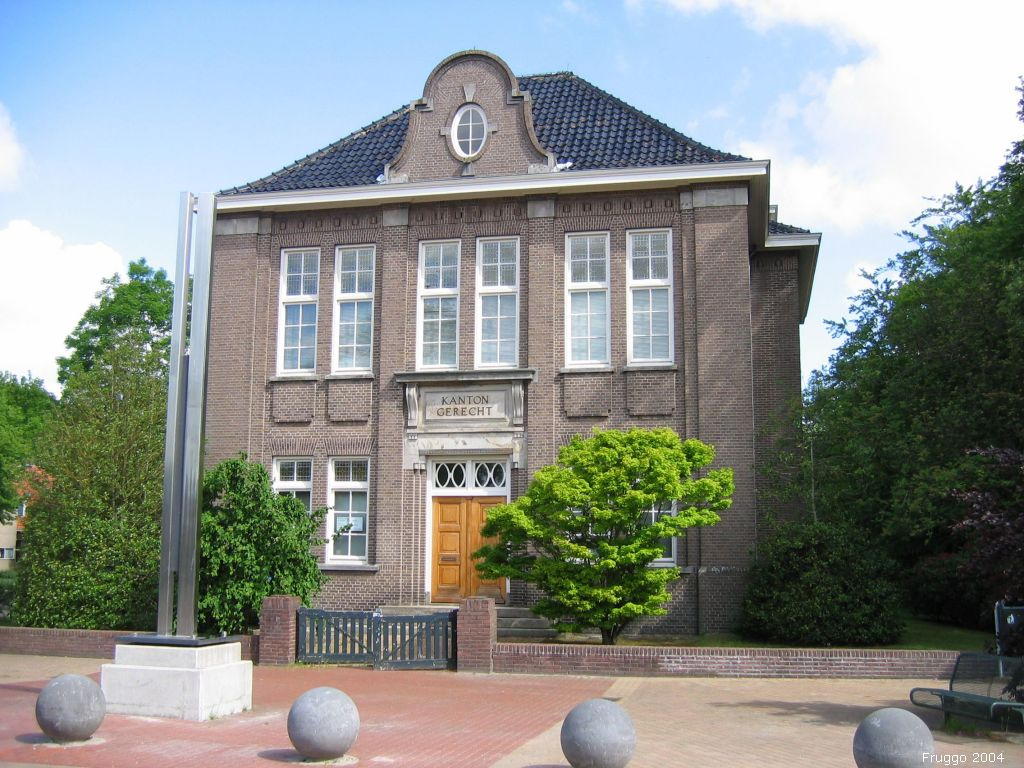
Tòa án ở Beetsterzwaag

## Sister Cities
- Ra'anana, Israel